# Тайс (Флорида)
Тайс (англ. Tice) — переписна місцевість (CDP) в США, в окрузі Лі штату Флорида. Населення — 4853 особи (2020).

## Географія
Тайс розташований за координатами 26°40′30″ пн. ш. 81°49′2″ зх. д. / 26.67500° пн. ш. 81.81722° зх. д. (26.675138, -81.817274).  За даними Бюро перепису населення США в 2010 році переписна місцевість мала площу 3,23 км², з яких 2,85 км² — суходіл та 0,38 км² — водойми.

## Демографія
Згідно з переписом 2010 року, у переписній місцевості мешкало 4470 осіб у 1358 домогосподарствах у складі 878 родин. Густота населення становила 1383 особи/км².  Було 1700 помешкань (526/км²).
Расовий склад населення:
| - 51,3 % — білих - 8,6 % — чорних або афроамериканців - 1,3 % — корінних американців - 0,9 % — азіатів - 0,2 % — вихідців з тихоокеанських островів - 34,4 % — осіб інших рас |

До двох чи більше рас належало 3,4 %. Частка іспаномовних становила 62,2 % від усіх жителів.
За віковим діапазоном населення розподілялося таким чином: 29,0 % — особи молодші 18 років, 63,0 % — особи у віці 18—64 років, 8,0 % — особи у віці 65 років та старші. Медіана віку мешканця становила 28,8 року. На 100 осіб жіночої статі у переписній місцевості припадало 130,3 чоловіків;  на 100 жінок у віці від 18 років та старших — 136,9 чоловіків також старших 18 років.
Середній дохід на одне домашнє господарство  становив 45 185 доларів США (медіана — 31 186), а середній дохід на одну сім'ю — 50 499 доларів (медіана — 31 226). Медіана доходів становила 26 956 доларів для чоловіків та 18 529 доларів для жінок. За межею бідності перебувало 37,8 % осіб, у тому числі 55,8 % дітей у віці до 18 років та 19,8 % осіб у віці 65 років та старших.
Цивільне працевлаштоване населення становило 2035 осіб. Основні галузі зайнятості: будівництво — 26,0 %, науковці, спеціалісти, менеджери — 21,7 %, мистецтво, розваги та відпочинок — 8,5 %, освіта, охорона здоров'я та соціальна допомога — 7,5 %.